# Pempelfort
Pempelfort è un quartiere (Stadtteil) della città tedesca di Düsseldorf, appartenente al distretto 1.